# Newtown Association Football Club
Pour les articles homonymes, voir Newtown.
Maillots
Le Newtown Association Football Club est un club de football gallois basé à Newtown, ville de 12 783 habitants. Il joue actuellement dans le Championnat du pays de Galles de football.

## Historique
- 1875 : fondation du club
- 1996 : 1re participation à une Coupe d'Europe (C3) (saison 1996/97)

## Bilan sportif

### Palmarès
- Championnat du pays de Galles de football
  - Vice-champion : 1996, 1998

- Coupe du pays de Galles de football (1)
  - Vainqueur : 1895
  - Finaliste : 1886, 1888, 1897, 2015.

### Bilan par saison
|           | I  | II | Points | Journées | V  | N  | D  | b.p. | b.c. | Diff. |
| 2017-2018 | 8  |    | 40 pts | 32       | 12 | 4  | 16 | 52   | 55   | -3    |
| 2016-2017 | 7  |    | 45 pts | 32       | 12 | 9  | 11 | 59   | 39   | +20   |
| 2015-2016 | 5  |    | 42 pts | 32       | 11 | 9  | 12 | 46   | 54   | -8    |
| 2014-2015 | 6  |    | 38 pts | 32       | 10 | 8  | 14 | 52   | 65   | -13   |
| 2013-2014 | 5  |    | 42 pts | 32       | 12 | 6  | 14 | 46   | 58   | -12   |
| 2012-2013 | 9  |    | 37 pts | 32       | 10 | 7  | 15 | 44   | 54   | -10   |
| 2011-2012 | 12 |    | 23 pts | 32       | 7  | 5  | 20 | 44   | 82   | -38   |
| 2010-2011 | 9  |    | 35 pts | 32       | 8  | 11 | 13 | 40   | 55   | -15   |
| 2009-2010 | 13 |    | 41 pts | 34       | 10 | 11 | 13 | 54   | 57   | -3    |
| 2008-2009 | 10 |    | 40 pts | 34       | 10 | 10 | 14 | 46   | 54   | -8    |
| 2007-2008 | 13 |    | 37 pts | 34       | 9  | 10 | 15 | 47   | 66   | -19   |
| 2006-2007 | 16 |    | 24 pts | 32       | 6  | 6  | 20 | 30   | 63   | -33   |
| 2005-2006 | 14 |    | 36 pts | 34       | 10 | 6  | 18 | 42   | 61   | -19   |
| 2004-2005 | 10 |    | 46 pts | 34       | 13 | 7  | 14 | 49   | 55   | -6    |
| 2003-2004 | 10 |    | 41 pts | 32       | 12 | 5  | 15 | 43   | 50   | -7    |
| 2002-2003 | 10 |    | 42 pts | 34       | 12 | 6  | 16 | 48   | 54   | -6    |
| 2001-2002 | 13 |    | 38 pts | 34       | 9  | 11 | 14 | 35   | 44   | -9    |
| 2000-2001 | 4  |    | 58 pts | 34       | 18 | 4  | 12 | 48   | 37   | +11   |
| 1999-2000 | 8  |    | 48 pts | 34       | 14 | 6  | 14 | 49   | 41   | +8    |
| 1998-1999 | 6  |    | 49 pts | 32       | 13 | 10 | 9  | 45   | 35   | +10   |
| 1997-1998 | 2  |    | 78 pts | 38       | 23 | 9  | 6  | 101  | 47   | +54   |
| 1996-1997 | 5  |    | 71 pts | 40       | 22 | 5  | 13 | 74   | 49   | +25   |
| 1995-1996 | 2  |    | 80 pts | 40       | 23 | 11 | 6  | 69   | 25   | +44   |
| 1994-1995 | 4  |    | 68 pts | 38       | 20 | 8  | 10 | 78   | 47   | +31   |
| 1993-1994 | 6  |    | 63 pts | 38       | 18 | 9  | 11 | 52   | 48   | +4    |
| 1992-1993 | 18 |    | 36 pts | 38       | 9  | 9  | 20 | 55   | 87   | -32   |

Légende :
- I / II / III : division jouée
- V / N / D : victoires / matchs nuls / défaites
- b.p. / b.c. : buts pour / buts contre
- Diff : différence de buts
- Champion du pays de Galles
- Promotion dans le championnat hiérarchiquement supérieur
- Relégation dans le championnat hiérarchiquement inférieur

### Bilan européen
Note : dans les résultats ci-dessous, le score du club est toujours donné en premier.
| Saison    | Compétition             | Tour              | Club           | Domicile | Extérieur | Total             |
| --------- | ----------------------- | ----------------- | -------------- | -------- | --------- | ----------------- |
| 1996-1997 | Coupe UEFA              | Tour préliminaire | Skonto Riga    | 1 - 4    | 0 - 3     | 1 - 7             |
| 1998-1999 | Coupe UEFA              | Premier tour Q    | Wisła Cracovie | 0 - 0    | 0 - 7     | 0 - 7             |
| 2015-2016 | Ligue Europa            | Premier tour Q    | Valletta FC    | 2 - 1    | 2 - 1     | 4 - 2             |
| 2015-2016 | Ligue Europa            | Deuxième tour Q   | FC Copenhague  | 1 - 3    | 0 - 2     | 1 - 5             |
| 2021-2022 | Ligue Europa Conférence | Premier tour Q    | Dundalk FC     | 0 - 1    | 0 - 4     | 0 - 5             |
| 2022-2023 | Ligue Europa Conférence | Premier tour Q    | HB Tórshavn    | 2 - 1 ap | 0 - 1     | 2 - 2 (4 - 2 tab) |
| 2022-2023 | Ligue Europa Conférence | Deuxième tour Q   | Spartak Trnava | 1 - 2    | 1 - 4     | 2 - 6             |

Légende
- Victoire ou qualification pour le tour suivant
- Match nul
- Défaite ou élimination de la compétition

## Joueurs et personnages du club

### Entraîneurs du club
| Nom          | Période   |
| ------------ | --------- |
| Brian Coyne  | 1992-2003 |
| Roger Preece | 2003-2006 |

| Nom         | Période   |
| ----------- | --------- |
| Darren Ryan | 2006-2010 |
| Andy Cale   | 2010-2011 |

| Nom             | Période |
| --------------- | ------- |
| Darren Ryan     | 2011    |
| Bernard McNally | 2011-   |

## Structures du club

### Stade

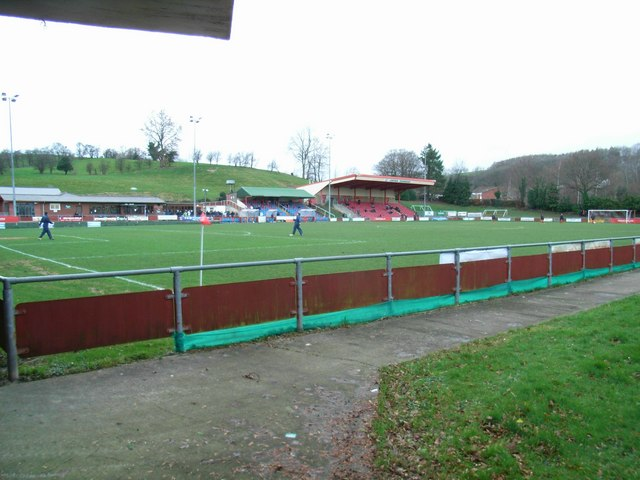
Latham Park.

Le Latham Park se situe à Newtown. Il doit son existence à l'arrivée du club à cet endroit. C'est à la fin des années 1940 qu'est prise la décision de construire le stade et les infrastructures qui l'accompagnent. Le nom de Latham lui a été donné en hommage à George Latham, célébrité locale et footballeur international gallois ayant porté les couleurs de Liverpool,  Cardiff City et Stoke City dans les années 1910 et 1920. La capacité maximale de Latham Park est aujourd'hui de 3 572 places, dont 1 372 places assises. La station ferroviaire la plus proche, Newtown, se situe à 1,5 km. Le record d'affluence qui y a été enregistré en championnat remonte au 27 décembre 2004 pour la rencontre Newtown-Caersws, à laquelle ont assisté 915 spectateurs.